# Bulbuc de munte
Bulbucul de munte (Trollius europaeus) este o plantă perenă cu flori din familia Ranunculaceae. Este specie protejată în Bulgaria.
Are tulpina mare, de 100 – 600 mm înălțime. La vârful tulpinii este o singură floare mare ca o măciulie, cu 30 mm diametru. Floarea este formată din 10 sepale înghesuite, aproape rotunde. Florile sunt galbene-verziu galbene-auriu și au în exterior vinișoare verzi.
Înflorește în lunile mai-iulie.
Frunzele au culoarea verde întunecat, adânc spintecate în 3-5 părți, cu segmente trifide, dințate pe margini. Frunzele de la baza tulpinii au codițele mai lungi. Fruct foliculă.

## Răspândire
Se găsește în România în munții Carpați, din zona de pădure până în zona alpină, prin pășuni, poieni, brâne, în locuri umede.

## Legături externe

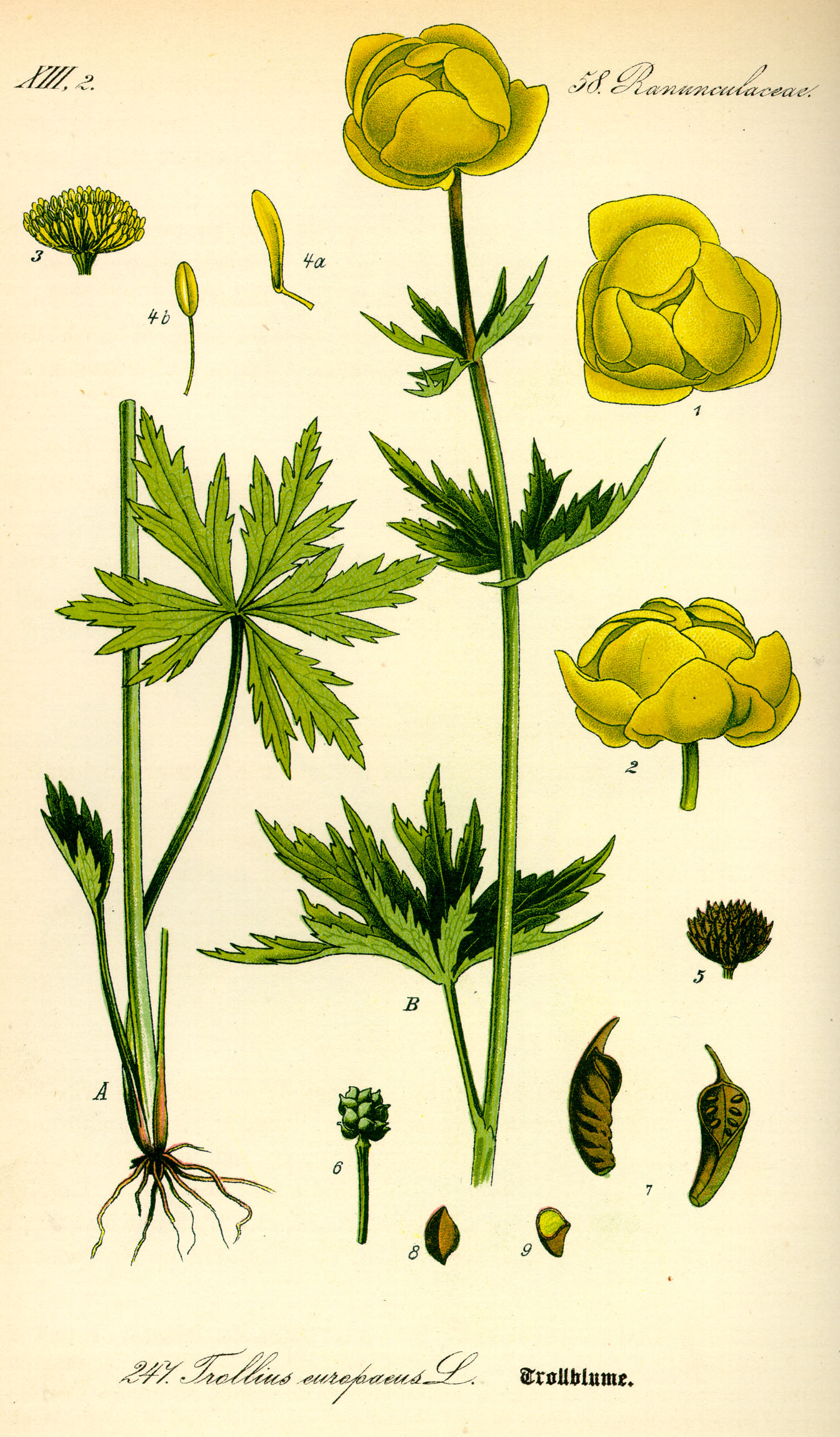
Trolius europaeus